# 8000 (număr)
8000 (opt mii) este numărul natural care urmează după 7999 și precede pe 8001 într-un șir crescător de numere naturale.

## În matematică
8000:
- Este un număr par.[1][2]
- Este un număr compus.[3]
- Este un număr abundent.[4][5]
- Este un număr rotund.[6][7]
- Este cubul[8] lui 20. (8000 = 203)
- Este suma a patru cuburi ale unor numere întregi consecutive: 8000 = 113 + 123 + 133 + 143.

## În știință

### În astronomie
- 8000 Isaac Newton este un asteroid din centura principală.

## În alte domenii
8000 se poate referi la:
- Cele 14 vârfuri muntoase cu înălțimi de peste 8000 de metri.